# Cédric Beullens
Cédric Beullens, né le 27 janvier 1997 à Wavre-Notre-Dame, est un coureur cycliste belge. Il est membre de l'équipe Lotto-Dstny.

## Biographie
En 2015, Cédric Beullens s'impose sur le Keizer der Juniores (moins de 19 ans). Il intègre ensuite en 2016 l'équipe EFC-Etixx, où il court durant quatre saisons. Rapide au sprint, il s'impose à plusieurs reprises chez les amateurs et obtient diverses places d'honneur. 
Lors de l'année 2019, il se distingue dans les manches de la Coupe des Nations U23 en terminant deuxième du Tour des Flandres espoirs et cinquième de Gand-Wevelgem espoirs. À partir du mois d'aout, il devient stagiaire dans l'équipe Wanty-Gobert. Mais il passe finalement professionnel au sein de la formation Sport Vlaanderen-Baloise en 2020.

## Palmarès sur route
- 2015
  - Keizer der Juniores
- 2018
  - Champion de la province d'Anvers du contre-la-montre espoirs
  - 3e étape du Tour du Brabant flamand
  - 2e du championnat de Belgique du contre-la-montre par équipes
- 2019
  - 2e étape du Tour du Brabant flamand
  - 2e du Tour des Flandres espoirs
  - 3e de la Zuidkempense Pijl
- 2023
  - 3e du Circuit du Houtland
  - 7e de la Classic Bruges-La Panne

## Résultats sur les grands tours

### Tour de France
1 participation
- 2024 : 121e

### Tour d'Espagne
1 participation
- 2022 : 108e

## Classements mondiaux
| Année                                 | 2017  | 2018  | 2019 | 2020 | 2021 | 2022 | 2023 | 2024 |
| ------------------------------------- | ----- | ----- | ---- | ---- | ---- | ---- | ---- | ---- |
| Classement mondial                    | 2623e | 2225e | 846e | 642e | 630e | 432e | 239e | 730e |
| UCI Europe Tour                       | 1751e | 1486e | 615e | 522e | 505e | 346e | nc   | nc   |
|                                       |       |       |      |      |      |      |      |      |
| Légende : nc = non classéSource : UCI |       |       |      |      |      |      |      |      |